# Малявин, Алексей Петрович
Алексе́й Петро́вич Маля́вин (31 марта 1909, Завирье, Тверская губерния — 27 июля 1967, Осташков) — командир отделения 147-го инженерно-сапёрного батальона, сержант, полный кавалер ордена Славы.

## Биография
Родился 31 марта 1909 года в деревне Завирье (ныне — Селижаровского района Тверской области). Окончил 4 класса. Трудился в колхозе, работал на рыбозаводе в городе Осташкове. Член ВКП/КПСС с 1939 года.
В 1941 году был призван в Красную Армию. На фронте в Великую Отечественную войну с июля 1941 года. Воевал на Западном и 2-м Белорусском фронтах. Защищал Москву. К лету 1944 года младший сержант Малявин — командир отделения 147-го инженерно-саперного батальона 11-й инженерно-саперной бригады.
8 сентября 1944 года у населенного пункта Пжитулы-Купице младший сержант Малявин с группой саперов скрытно сделал 3 прохода в проволочных заграждениях. После выполнения задания саперы столкнулись с разведгруппой противников, шедших в наш тыл, захватили трех «языков».
Приказом от 14 сентября 1944 года младший сержант Малявин Алексей Петрович награждён орденом Славы 3-й степени.
В ночь на 9 октября 1944 года младший сержант Малявин под огнём врага руководил работой бойцов, наводивших мост через реку Нарев у населенного пункта Новогруд. Затем первым переправился на противоположный берег, обнаружил 2 замаскированных вражеских танка и подорвал их. Был ранен, но остался в строю.
Приказом от 29 октября 1944 года младший сержант Малявин Алексей Петрович награждён орденом Славы 2-й степени.
18 апреля 1945 года сержант Малявин во главе группы саперов первым переправился через реку Одер северо-восточнее города Шведт. Успешно выполнил задание по разминированию береговой полосы, саперы подорвали три ДОТа. 23 апреля при наведении переправы через реку под сильным огнём противника уложил 15 метров штурмового моста.
Указом Президиума Верховного Совета СССР от 29 июня 1945 года за мужество, отвагу и бесстрашие, проявленные в боях с захватчиками, сержант Малявин Алексей Петрович награждён орденом Славы 1-й степени. Стал полным кавалером ордена Славы.
В 1945 году был демобилизован. Вернулся на родину. Жил в городе Осташкове Калининской области. Работал в рыболовецком колхозе, на кожевенном заводе. Скончался 27 июля 1967 года.

## Награды
- медаль «За боевые заслуги» (20.07.1944)[1]
- орден Славы 3-х степеней.